# Gare de Chihani Bachir
La gare de Chihani Bachir est une gare ferroviaire algérienne située sur le territoire de la commune de Chihani, dans la wilaya d'El Tarf.

## Situation ferroviaire
La gare est située au nord de la ville de Chihani, sur la ligne d'Annaba à Djebel Onk. Elle est précédée de la gare de Dréan et suivie de celle de Regouche Ahmed.

## Service des voyageurs

### Desserte
La gare de Chihani Bachir est desservie par les trains régionaux des liaisons :
- Annaba - Tébessa[1] ;
- Annaba - Chihani Bachir[2].